# Ritual de Las Aguadoras
Las Aguadoras son mujeres que recorren los caminos de la meseta Purépecha de Uruapan Michoacán.
Se trata de una tradición del pueblo purépecha que consiste en que las mujeres de cada uno de los barrios se vistan con traje tradicional, para reunirse y dar paso a este desfile tradicional purépecha. Esta actividad es considerada para los indígenas como un ritual y es por ello que todas las mujeres deben llevar un característico mandil blanco, acompañadas por un cántaro de barro, adornado con miniaturas de madera, flores o frutas. Preparan cántaros con agua bendita que deberán llevar hasta la rodilla del diablo, todo esto a manera de ofrenda para que el río Cupatitzio no deje de sonar. Este ritual es realizado como el símbolo del amor y cuidado a las aguas del río Cupatitzio, por parte de las comunidades indígenas y los barrios tradicionales de la ciudad de Uruapan, en el cual lucen las portadoras de agua bendita,  se sienten orgullosas no solo de cuidar el río, sino también de conservar la identidad purépecha.

## Recorrido
El recorrido de las aguadoras comienza en el río Cupatitzio, en donde se llenan los cántaros con sus aguas, y al ritmo de la música se realiza el recorrido al centro histórico de la ciudad, hasta llegar al templo de la inmaculada concepción en donde el agua es bendecida.
Los contingentes salen frente al parque nacional y se dirigen al centro de la ciudad donde en el transcurso del recorrido son admirados por una gran cantidad de gente que se encuentra a un costado del paso de este.
Portan indumentaria Purépecha y cántaros con adornos representativos de cada barrio tradicional de Uruapan Michoacán, más de 800 mujeres realizan el ritual prehispánico llamado ritual o danza de las Aguadoras, a través del cual piden a la madre naturaleza no interrumpa el abastecimiento de agua, acciones que son acompañadas de danza, música, colorido, fiesta y alegría.

## Historia de la Leyenda
La leyenda atribuye al río Cupatitzio cuando dejó de sonar como antes, quedando seco, los campos verdes sin agua estaban tristes y amarillos. Hubo angustia, pena, ruegos y llantos. Hasta que un día Fray Juan de San Miguel se puso a meditar esta desgracia, sus ojos volteaban al cielo y sus plegarias como sus rodillas no dejaban de tocar el suelo. Un rayo divino hizo que sonaran las campanas y la gente se juntó. Esta es la leyenda que da vida a las Aguadoras quienes hicieron una procesión a la Virgen y las doncellas del pueblo, las huananchas o muchachas que la custodiaban hasta llegar al manantial que estaba seco y triste; se oró y Fray Juan de San Miguel roció agua bendita entre las rocas del cauce vacío. El suelo se sacudió y se estremeció, surgió entonces un fétido olor a azufre y de lo más profundo se escuchó un grito y surgió la figura de Satanás que retrocedió espantado y cayó hincado en una roca que aún conserva la oquedad, una rodillada del  príncipe de las tinieblas. Y de nuevo brotó el agua, y desde entonces no deja de murmurar el manantial del Parque Nacional Barranca del Cupatitzio; las doncellas y las huananchas conservan el ritual de llevar agua en sus cántaros de barro del Cerro Patamban, bendecir al templo de la Inmaculada Concepción de María, para luego llevar a sus respectivos barrios y distribuirla para que nunca falte.
Una vez más se ha cumplido con el ritual, las aguadoras de los barrios fundacionales de Uruapan llenaron sus cántaros con agua del manantial de la rodilla del diablo, donde agradecieron a los cuatro elementos, aire, agua, fuego y tierra entre el humo de copal y el sonido del caracol, agradecidos por el agua que da vida a Uruapan y la región, siga brotando aquí, donde nace el río Cupatitzio.